# Eulomalus honoratus
Eulomalus honoratus är en skalbaggsart som först beskrevs av Sylvain Auguste de Marseul 1879.  Eulomalus honoratus ingår i släktet Eulomalus och familjen stumpbaggar. Inga underarter finns listade i Catalogue of Life.